# Akalat de Horsfield
Malacocincla sepiaria
Espèce
Statut de conservation UICN

 LC  : Préoccupation mineure
L’Akalat de Horsfield (Malacocincla sepiaria) est une espèce de passereau de la famille des Pellorneidae.

## Répartition et sous-espèces
Selon la classification de référence du Congrès ornithologique international (14.2, 2024) :
- M. s. tardinata Hartert, 1915 — péninsule Malaise ;
- M. s. barussana Robinson & Kloss, 1921 — Sumatra ;
- M. s. sepiaria (Horsfield, 1821) — Java et Bali ;
- M. s. rufiventris Salvadori, 1874 — sud-ouest de Bornéo ;
- M. s. harterti Chasen & Kloss, 1929 — nord-est de Bornéo.

## Habitat
Il habite les forêts humides tropicales et subtropicales.